# (35927) 1999 JN106
1999 JN106 (asteroide 35927) é um asteroide da cintura principal. Possui uma excentricidade de 0.10261470 e uma inclinação de 2.65162º.
Este asteroide foi descoberto no dia 13 de maio de 1999 por LINEAR em Socorro.